# 秦廷基
秦廷基（1726年—1776年），為中國清朝官員，本籍漢軍鑲黃旗。

## 生平
秦廷基1750年高中舉人。乾隆二十九年，擔任邵武府知府。1766年（乾隆31年）奉旨接替蔣允焄，於台灣擔任台灣府知府。而此官職是台灣清治時期此期間，受台灣道制約的台灣地方父母官。